# Hoya pulgarensis
Hoya pulgarensis är en oleanderväxtart som beskrevs av Adolph Daniel Edward Elmer. Hoya pulgarensis ingår i släktet Hoya och familjen oleanderväxter. Inga underarter finns listade i Catalogue of Life.